# Coupe des États-Unis de soccer 1996
Navigation
U.S. Open Cup 1995 U.S. Open Cup 1997
La Coupe des États-Unis de soccer 1996 est la 83e édition de l'U.S. Open Cup, la plus ancienne des compétitions dans le soccer américain. C'est un système à élimination directe mettant aux prises des clubs de football amateurs, semi-pros et professionnels affiliés à la Fédération des États-Unis de soccer, qui l'organise conjointement avec les ligues locales.
À l'origine, seules quatre équipes de Major League Soccer devaient participer à la compétition. Ce sont, finalement, cinq équipes qui y figurent avec le remplacement des Los Angeles Galaxy par DC United en raison de difficultés de calendrier ainsi que le remplacement des Colorado Foxes par les Colorado Rapids car ces premiers n'ont pas pu trouver de date pour participer au quart de finale contre les Kansas City Wizards.
La finale se tient 30 octobre 1996, après quatre autres tours à élimination directe dans la phase finale mettant aux prises des clubs amateurs et professionnels. Les Rochester Raging Rhinos réussissent à triompher à deux reprises contre des franchises de MLS avant de s'incliner en finale contre les champions de MLS, les DC United.
Les tenants du titre sont les Richmond Kickers, vainqueur en finale des El Paso Patriots. Le vainqueur, le DC United remporte ainsi une place pour la Coupe des champions de la CONCACAF 1997.

## Calendrier
| Tour                                     | Nom              | Dates retenues          | Équipes participantes | Équipes gagnantes |
| Entrée de 8 clubs de USASA/USISL Select  |                  |                         |                       |                   |
| 1                                        | Premier tour     | 27-30 juin, 3-juillet   | 8                     | 4                 |
| Entrée de 4 clubs de A-League            |                  |                         |                       |                   |
| 2                                        | Deuxième tour    | 30-31 juillet et 4 août | 8                     | 4                 |
| Entrée de 5 clubs de Major League Soccer |                  |                         |                       |                   |
| 3                                        | Quarts de finale | 4-7-15-16 septembre     | 8                     | 4                 |
| 4                                        | Demi-finales     | 12-27 octobre           | 4                     | 2                 |
| 5                                        | Finale           | 30 octobre              | 2                     | 1                 |

## Participants
| Entre au premier tour | Entre au deuxième tour                                                                  | Entre en quarts de finale                                                                            |
| USASA/USISL Select 4 équipes/4 équipes | A-League 4 équipes                                                                      | MLS 5 équipes                                                                                        |
| United States Adult Soccer Association - RWB Adria - Mo's Sport Shop - McCormick Kickers - San Jose Oaks USISL Select - El Paso Patriots - California Jaguars - Fort Myers Manatees - Carolina Dynamo | A-League - New York Fever - Rochester Raging Rhinos - Seattle Sounders - Colorado Foxes | Major League Soccer - DC United - Tampa Bay Mutiny - Colorado Rapids - Kansas City Wiz - Dallas Burn |

Légende :

Major League Soccer (MLS) : Championnat de première division.

A-League : Championnat de deuxième division.

USISL : Championnat de troisième division organisé par la United Soccer Leagues (USL).

United States Adult Soccer Association (USASA) : Organisateur des championnats de divisions cinq à neuf.

## Résultats
Le finaliste de l'édition précédente, le Rochester Rhinos (A-League) entre dans la compétition au deuxième tour.

### Premier tour
| Date      | Division       | Club                | Score | Club               | Division       |
| --------- | -------------- | ------------------- | ----- | ------------------ | -------------- |
| 27 juin   | (USASA)        | San Jose Oaks       | 3-2   | California Jaguars | (USISL Select) |
| 30 juin   | (USISL Select) | Fort Myers Manatees | 6-0   | McCormick Kickers  | (USASA)        |
| 3 juillet | (USISL Select) | Carolina Dynamo     | 5-0   | Mo's Sport Shop    | (USASA)        |
| 4 juillet | (USISL Select) | El Paso Patriots    | 3-0   | RWB Adria          | (USASA)        |

### Deuxième tour
| Date       | Division   | Club                    | Score | Club                | Division       |
| ---------- | ---------- | ----------------------- | ----- | ------------------- | -------------- |
| 30 juillet | (A-League) | New York Fever          | 0-1   | Carolina Dynamo     | (USISL Select) |
| 30 juillet | (USASA)    | San Jose Oaks           | 0-1   | Seattle Sounders    | (A-League)     |
| 31 juillet | (A-League) | Rochester Raging Rhinos | 2-0   | Fort Myers Manatees | (USISL Select) |
| 4 août     | (A-League) | Colorado Foxes          | 5-1   | El Paso Patriots    | (USISL Select) |

### Quarts de finale
| 4 septembre 1996 | DC United (MLS) | 2 – 0 | (USISL Select) Carolina Dynamo |                                                                                          |                                                                                          |
|                  | Rammel 50e 83e  |       |                                | Klockner Stadium, Charlottesville, Virginie Spectateurs : 1 829 Arbitrage : Ruben Rodhas | Klockner Stadium, Charlottesville, Virginie Spectateurs : 1 829 Arbitrage : Ruben Rodhas |

| 7 septembre 1996 | Rochester Raging Rhinos (A-League)            | 4 – 3 a. p. | (MLS) Tampa Bay Mutiny                          |                                                                                    |                                                                                    |
|                  | Gutierrez 34e · Miller 42e 82e · Kennell 113e |             | 80e Lassiter · 85e (pen.) Valderrama · 86e Wise | Frontier Field, Rochester, New York Spectateurs : 12 428 Arbitrage : Robert Sheker | Frontier Field, Rochester, New York Spectateurs : 12 428 Arbitrage : Robert Sheker |

| 15 septembre 1996 | Kansas City Wiz (MLS)     | 2 – 3 | (MLS) Colorado Rapids         |                                                                                    |                                                                                    |
|                   | Bowers 36e · Takawira 62e |       | 10e 85e Henderson · 45e (csc) | Arrowhead Stadium, Kansas City, Missouri Spectateurs : 5 009 Arbitrage : Ron Corey | Arrowhead Stadium, Kansas City, Missouri Spectateurs : 5 009 Arbitrage : Ron Corey |

| 16 septembre 1996 | Dallas Burn (MLS)                   | 3 – 2 | (A-League) Seattle Sounders     |                                                                        |                                                                        |
|                   | Lozzano 58e · Elliott 70e · Eck 79e |       | 3e Leonetti · 90e (pen.) Hoggan | Cotton Bowl, Dallas, Texas Spectateurs : 1 305 Arbitrage : Kevin Terry | Cotton Bowl, Dallas, Texas Spectateurs : 1 305 Arbitrage : Kevin Terry |

### Demi-finale
À ce stade de la compétition, les Rochester Raging Rhinos font office de petit poucet de la compétition.
| 12 octobre 1996 | Rochester Raging Rhinos (A-League) | 3 – 0 | (MLS) Colorado Rapids |                                                          |                                                          |
|                 | Steenkamp 32e · Miller 56e 85e     |       |                       | Frontier Field, Rochester, New York Spectateurs : 12 179 | Frontier Field, Rochester, New York Spectateurs : 12 179 |

| 27 octobre 1996 | Dallas Burn (MLS) | 0 – 2 | (MLS) DC United      |                                                                        |                                                                        |
|                 |                   |       | 12e 82e Jaime Moreno | Cotton Bowl, Dallas, Texas Spectateurs : 1 958 Arbitrage : Kevin Terry | Cotton Bowl, Dallas, Texas Spectateurs : 1 958 Arbitrage : Kevin Terry |

### Finale
| 30 octobre 1996 | DC United (MLS)                  | 3 – 0 | (A-League) Rochester Raging Rhinos | RFK Stadium, Washington, District de Columbia  |                                                |
|                 | Arce 45e · Pope 63e · Moreno 89e |       |                                    | Spectateurs : 7 234 Arbitrage : Esse Baharmast | Spectateurs : 7 234 Arbitrage : Esse Baharmast |

| Vainqueur de l'US Open Cup 1996 D.C. United 1er titre |

Le DC United remporte la compétition et se qualifie donc pour la Coupe des champions de la CONCACAF 1997.

## Tableau final
|  | Quarts de finale                                    | Quarts de finale                           |                  |   | Demi-finales                         | Demi-finales                         |  |  | Finale                                      | Finale                                      |
|  | Quarts de finale                                    | Quarts de finale                           |                  |   | Demi-finales                         | Demi-finales                         |  |  | Finale                                      | Finale                                      |
|  |                                                     |                                            |                  |   |                                      |                                      |  |  |                                             |                                             |
|  | 16 septembre 1996, Cotton Bowl, Dallas              | 16 septembre 1996, Cotton Bowl, Dallas     |                  |   | 27 octobre 1996, Cotton Bowl, Dallas | 27 octobre 1996, Cotton Bowl, Dallas |  |  | 30 octobre 1996, RFK Stadium, Washington DC | 30 octobre 1996, RFK Stadium, Washington DC |
|  | 16 septembre 1996, Cotton Bowl, Dallas              | 16 septembre 1996, Cotton Bowl, Dallas     |                  |   | 27 octobre 1996, Cotton Bowl, Dallas | 27 octobre 1996, Cotton Bowl, Dallas |  |  | 30 octobre 1996, RFK Stadium, Washington DC | 30 octobre 1996, RFK Stadium, Washington DC |
|  | Dallas Burn                                         | 3                                          |                  |   | 27 octobre 1996, Cotton Bowl, Dallas | 27 octobre 1996, Cotton Bowl, Dallas |  |  | 30 octobre 1996, RFK Stadium, Washington DC | 30 octobre 1996, RFK Stadium, Washington DC |
|  | Dallas Burn                                         | 3                                          |                  |   | 27 octobre 1996, Cotton Bowl, Dallas | 27 octobre 1996, Cotton Bowl, Dallas |  |  | 30 octobre 1996, RFK Stadium, Washington DC | 30 octobre 1996, RFK Stadium, Washington DC |
|  | Seattle Sounders                                    | 2                                          |                  |   | 27 octobre 1996, Cotton Bowl, Dallas | 27 octobre 1996, Cotton Bowl, Dallas |  |  | 30 octobre 1996, RFK Stadium, Washington DC | 30 octobre 1996, RFK Stadium, Washington DC |
|  | Seattle Sounders                                    | 2                                          | Dallas Burn      | 0 |                                      |                                      |  |  | 30 octobre 1996, RFK Stadium, Washington DC | 30 octobre 1996, RFK Stadium, Washington DC |
|  | 4 septembre 1996, Klockner Stadium, Charlottesville |                                            | Dallas Burn      | 0 |                                      |                                      |  |  | 30 octobre 1996, RFK Stadium, Washington DC | 30 octobre 1996, RFK Stadium, Washington DC |
|  |                                                     | DC United                                  | 2                |   |                                      |                                      |  |  | 30 octobre 1996, RFK Stadium, Washington DC | 30 octobre 1996, RFK Stadium, Washington DC |
|  | DC United                                           | DC United                                  | 2                | 2 |                                      |                                      |  |  | 30 octobre 1996, RFK Stadium, Washington DC | 30 octobre 1996, RFK Stadium, Washington DC |
|  | DC United                                           |                                            |                  | 2 |                                      |                                      |  |  | 30 octobre 1996, RFK Stadium, Washington DC | 30 octobre 1996, RFK Stadium, Washington DC |
|  | Carolina Dynamo                                     | 0                                          |                  |   |                                      |                                      |  |  | 30 octobre 1996, RFK Stadium, Washington DC | 30 octobre 1996, RFK Stadium, Washington DC |
|  | Carolina Dynamo                                     | 0                                          | DC United        | 3 |                                      |                                      |  |  |                                             |                                             |
|  | 7 septembre 1996, Frontier Field, Rochester         |                                            | DC United        | 3 |                                      |                                      |  |  |                                             |                                             |
|  |                                                     | Rochester Rhinos                           | 0                |   |                                      |                                      |  |  |                                             |                                             |
|  | Rochester Rhinos                                    | Rochester Rhinos                           | 0                | 4 |                                      |                                      |  |  |                                             |                                             |
|  | Rochester Rhinos                                    | 12 octobre 1996, Frontier Field, Rochester |                  | 4 |                                      |                                      |  |  |                                             |                                             |
|  | Tampa Bay Mutiny                                    | 3                                          |                  |   |                                      |                                      |  |  |                                             |                                             |
|  | Tampa Bay Mutiny                                    | 3                                          | Rochester Rhinos | 3 |                                      |                                      |  |  |                                             |                                             |
|  | 15 septembre 1996, Arrowhead Stadium, Kansas City   |                                            | Rochester Rhinos | 3 |                                      |                                      |  |  |                                             |                                             |
|  |                                                     | Colorado Rapids                            | 0                |   |                                      |                                      |  |  |                                             |                                             |
|  | Kansas City Wiz                                     | Colorado Rapids                            | 0                | 2 |                                      |                                      |  |  |                                             |                                             |
|  | Kansas City Wiz                                     |                                            |                  | 2 |                                      |                                      |  |  |                                             |                                             |
|  | Colorado Rapids                                     | 3                                          |                  |   |                                      |                                      |  |  |                                             |                                             |
|  | Colorado Rapids                                     | 3                                          |                  |   |                                      |                                      |  |  |                                             |                                             |

### Nombre d'équipes par division et par tour
| Divisions / Manches         | Premier tour  | Deuxième tour | Quarts de finale | Demi- finales | Finale |
| --------------------------- | ------------- | ------------- | ---------------- | ------------- | ------ |
| MLS (D1) 5 équipes          | non présentes | non présentes | 5                | 3             | 1      |
| A-League (D2) 4 équipes     | non présentes | 4             | 2                | 1             | 1      |
| USISL Select (D2) 4 équipes | 4             | 3             | 1                | Aucune        | Aucune |
| USASA (D5 à D9) 4 équipes   | 4             | 1             | Aucune           | Aucune        | Aucune |
| Total                       | 8             | 8             | 8                | 4             | 2      |